# 忠武公李舜臣級驅逐艦
忠武公李舜臣級驅逐艦（：／）（KDX-II）是大韓民國海军第二阶段开发研制的新型驱逐舰，由大宇重工玉浦船厂建造，2002年5月22日首舰下水，2003年12月服役。首舰舷号975。

## 歷史
忠武公李舜臣級是「韓國驅逐艦實驗」（Korean Destroyer Experimental，KDX）計畫的第二階段，忠武公李舜臣級擁有區域防空飛彈系統，主要任務為艦隊防空，由於進行時逢亞洲金融風暴，重創韓國經濟，因此計畫是在嚴格的成本控管下完成。最初預計建造三艘，爾後則增至六艘，分成兩批各三艘；在2004年中，據報韓國考慮增購6~7艘KDX-2。基本設計由现代重工負責，合約於1996年簽訂，而建造工作由現代重工與大宇重工一同執行，艦名以朝鮮歷史上君王、名將名為命名準則，首艦忠武公李舜臣號（DDH-975）冠上16世紀朝鲜王朝名將李舜臣的名字。首艦忠武公李舜臣號在2002年5月22日下水，翌年年初展開為時約一年的海上測試後交艦成軍；而後續的KDX-2則以平均每年一艘的速率陸續成軍。

## 同型艦
| 艦隻編號 | 艦名           | 原文及拼音                 | 艦名由來                                                                                               | 下水日期       | 服役日期       |
| -------- | -------------- | -------------------------- | --- | -------------- | -------------- |
| DDH 975  | 忠武公李舜臣號 | Choongmoogong Yi Soon Shin | 朝鲜王朝海軍將領李舜臣。壬辰衛國戰爭中多次擊敗日本海軍。常被韓國人視為民族英雄。                       | 2002年5月22日  | 2003年12月2日  |
| DDH 976  | 文武大王號     | Munmu the Great            | 新羅第三十代君主金法敏，史書稱文武王。在位時統一當時被分裂為三個國家的朝鮮半島。                       | 2003年4月11日  | 2004年9月30日  |
| DDH 977  | 大祚榮號       | Daejoyoung                 | 渤海國開國君主大祚榮，史稱大震國太祖高王。                                                             | 2003年12月2日  | 2005年6月30日  |
| DDH 978  | 王建號         | Wang Gun                   | 高麗國開國君主王建，史稱高麗太祖。                                                                     | 2005年5月4日   | 2006年11月10日 |
| DDH 979  | 姜邯贊號       | Gang Gamchan               | 高麗國時期軍事將領姜邯贊，在第三次高麗契丹戰爭時擊退入侵的契丹軍隊。                                   | 2006年3月16日  | 2007年10月1日  |
| DDH 981  | 崔莹号         | Chae Yeon                  | 高麗國時期軍事將領崔瑩，戰績包括擊退日本海盜。晚年時被手下將領（其後成為朝鮮王朝開國君主）李成桂背叛。 | 2006年10月20日 | 2008年9月4日   |

## 戰史
2010年韓國參與了多國聯軍在亞丁灣打擊索馬利亞海盜的任務「亞丁灣黎明作戰」。2011年1月，韓籍化學運輸船「三湖珠寶號」遭到索馬利亞海盜的小艇劫持，而總統李明博下令巡邏亞丁灣的驅逐艦執行救援任務，派遣了艦上的直升機載運海軍特戰旅隊員登船解救人質，並俘獲了部分索馬利亞海盜成員。被韓軍俘虜的索馬利亞海盜被押回韓國法庭受審，最重判處無期徒刑。

## 關聯項目
- 大韓民國海軍
- 广开土大王级驱逐舰
- 世宗大王级驱逐舰